# 879
879(팔백칠십구)는 878보다 크고 880보다 작은 자연수다.

## 수학
- 합성수로, 그 약수는 1, 3, 293, 879다. 진약수의 합은 297이므로, 879는 부족수다.

## 과학
- NGC 879: 고래자리 방향에 있는 불규칙은하.

## 교통
- 879번 홋카이도도(일본어판)

## 군사
- 879 해군 항공대(영어판): 과거 존재한 영국의 해군 항공대.
- U-879(영어판, 독일어판): 제2차 세계 대전에 사용된 나치 독일의 군용 잠수함.

## 문화유산
- 대한민국의 보물 제879호: 권문해 초간일기

## 기타
- 연도: 879년, 기원전 879년